# MŠK - Thermál Veľký Meder
MŠK - Thermál Veľký Meder là một câu lạc bộ bóng đá Slovakia đến từ Veľký Meder. Hiện tại đội bóng thi đấu ở Slovak IV. liga south-east.

## Màu sắc và huy hiệu
Màu sắc của đội bóng là xanh lá cây và trắng.

## Cầu thủ đáng chú ý
Từng thi đấu cho các đội tuyển quốc gia tương ứng. Các cầu thủ có tên in đậm thi đấu cho đội tuyển quốc gia khi thi đấu cho MFK.